# آندورا تلکام
آندورا تلکام (انگلیسی: Andorra Telecom) شرکت دولتی مخابرات آندورایی است، که در سال ۱۹۷۵ تأسیس شد.